# Уну
Уну́ (фр. Hounoux) — коммуна во Франции, находится в регионе Лангедок — Руссильон. Департамент коммуны — Од. Входит в состав кантона Алень. Округ коммуны — Лиму.
Код INSEE коммуны — 11173.

## Население
Население коммуны на 2008 год составляло 130 человек.
| 1962 | 1968 | 1975 | 1982 | 1990 | 1999 | 2008 |
| ---- | ---- | ---- | ---- | ---- | ---- | ---- |
| 150  | 137  | 125  | 108  | 106  | 101  | 130  |

## Экономика
В 2007 году среди 82 человек в трудоспособном возрасте (15—64 лет) 52 были экономически активными, 30 — неактивными (показатель активности — 63,4 %, в 1999 году было 66,7 %). Из 52 активных работали 43 человека (26 мужчин и 17 женщин), безработных было 9 (4 мужчины и 5 женщин). Среди 30 неактивных 8 человек были учащимися или студентами, 11 — пенсионерами, 11 были неактивными по другим причинам.